# 巢車
巢車，是古中國時春秋時代就有的攻城武器，在車上架有可以升降、可載人的牛皮板屋，用以觀察城中動態。
《通典》：「遠看板屋如鳥之巢故曰巢車。」巢車的工作高度必須超過城牆或其他障礙物，為此，車上的高竿有時要超過五、六丈。通過計算與分析，可斷定要用絞車來提升板屋。類似武器有望樓車。